# .348 Winchester
.348 Winchester — винтовочный боеприпас, представленный фирмой Winchester в 1936 году под модель Winchester Model 71 для спортивной стрельбы и охоты на крупную дичь на средних дистанциях в лесистой местности. Считался самым мощным патроном из использовавшихся в винтовках рычажного действия. Послужил базой для создания 348 Ackley Improved и .50 Alaskan. На гражданском рынке США предлагался с пулями весом 10, 13 и 16 грамм. В 1962 году производство патронов с пулей 10 и 16 грамм было прекращено.
Во Франции .348 Winchester до сих пор считается боевым патроном и поэтому его оборот жестко контролируется.